# Sam Hanks

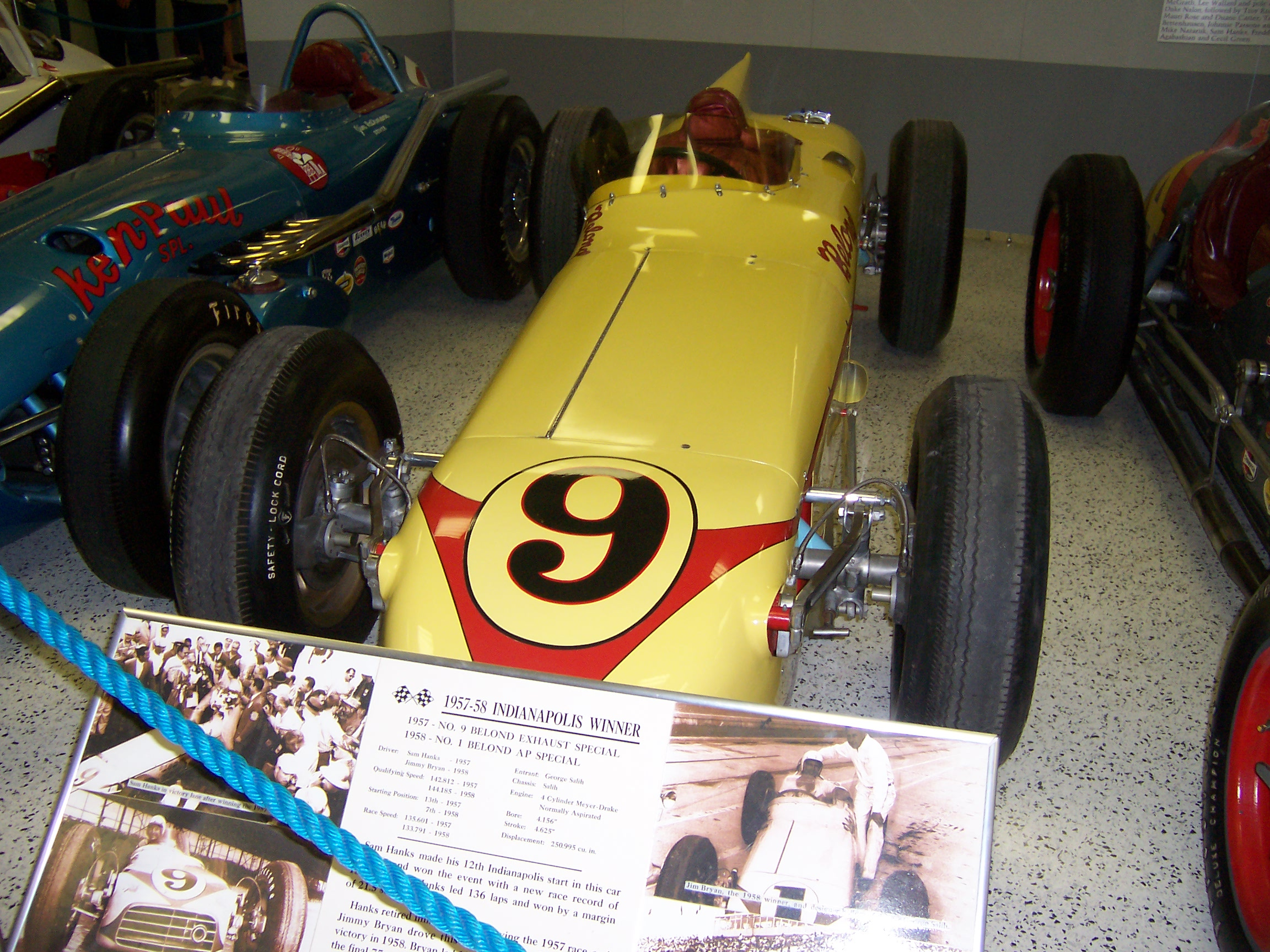
Sam Hanks vinnarbil i vilken han segrade i Indy 500 1957.

Sam Hanks, född 13 juli 1914 i Columbus i Ohio, död 27 juni 1994, var en amerikansk racerförare.

## Racingkarriär
Hanks var framgångsrik i regionala racingmästerskap innan andra världskriget, men hans karriär på den nationella scenen dröjde till efter att han var 37 år. Då startade han för första gången i mer än fem tävlingar i det nationella mästerskapet, och han kom att bli trea i mästerskapet 1952, samma år som han blev trea i Indianapolis 500, och tog sin första pallplats i tävlingen. Säsongen 1953 kom Hanks att vinna det nationella mästerskapet, samtidigt som han tog ännu en pallplats i Indy 500, med ännu en tredjeplats. Efter den säsongen slutade Hanks att köra hela mästerskapet, och deltog fortsättningsvis bara på Indy. Han tog en andraplats 1956, följt av en vinst 1957, och när han vunnit annonserade han att han slutade i vinnarcirkeln. Därefter körde Hanks pace car under några år i tävlingen, innan han gick i pension. Hans fyra pallplatser på Indianapolis gjorde att han räknades som Grand Prix-vinnare, och tog VM-poäng i fyra formel 1-VM-säsonger, med en åttondeplats i mästerskapet 1957 som bästa placering.